# Liste der Stolpersteine in Hagenow
Die Liste der Stolpersteine in Hagenow enthält alle Stolpersteine, die im Rahmen des gleichnamigen Projekts von Gunter Demnig in Hagenow verlegt wurden. Mit ihnen soll Opfern des Nationalsozialismus gedacht werden, die in Hagenow lebten und wirkten. Seit dem Jahr 2009 gab es zwei Verlegungstermine, bei denen insgesamt 15 Stolpersteine an drei Adressen verlegt wurden.

## Verlegte Stolpersteine
| Bild                                                       | Person, Inschrift | Adresse          | Verlegedatum  | Anmerkung |
| ---------------------------------------------------------- | --- | ---------------- | ------------- | --- |
| Hagenow Stolperstein Lange Straße 108 Meinungen, Samuel    | Hier wohnte SAMUEL MEINUNGEN Jg. 1867 ’Schutzhaft’ 1935 verhaftet 1936 wegen ’Heimtücke’ Gefängnis Hagenow tot an Folgen 25.11.1937              | Lange Straße 108 | 25. Juli 2009 | Samuel Meinungen wurde am 15. September 1867 geboren und war der Gemeindevorsteher der Jüdischen Gemeinde in Hagenow. 1933 richtete er eine Hachschara-Schule ein, die er bis 1935 betreiben konnte. 1936 wurde er verhaftet. Er starb am 25. November 1937 und wurde als letzte Person auf dem Jüdischen Friedhof in Hagenow beigesetzt. Sein Grabstein befindet sich seit 2010 vor der Alten Synagoge, nachdem er bei Beräumungsarbeiten auf dem ehemaligen Friedhof gefunden wurde. |
| Hagenow Stolperstein Lange Straße 108 Meinungen, Hermann   | Hier wohnte HERMANN MEINUNGEN Jg. 1900 mehrmals verhaftet deportiert 10.7.1942 Auschwitz KZ Hildesheim Arbeitseinsatz tot 1945                   | Lange Straße 108 | 25. Juli 2009 | Hermann Meinungen wurde am 14. September 1900 als Sohn von Samuel Meinungen in Hagenow geboren. Von 1933 bis 1935 betrieb er mit seinem Vater eine Landschaftsschule zur Vorbereitung junger Juden auf die Ausreise nach Palästina, wofür ihn die Jüdische Gemeinde zu Berlin 1935 mit einer Medaille auszeichnete. In den Novemberpogromen 1938 wurde er verhaftet und blieb bis zum 2. Dezember 1938 im Zuchthaus Alt-Strelitz inhaftiert. Am 9. Juli 1942 wurde er abermals verhaftet und am 10. Juli 1942 über das Durchgangslager Ludwigslust und Hamburg in das Vernichtungslager Auschwitz deportiert. Noch im Jahr 1942 soll er verstorben sein, nach anderen Quellen musste er nach seiner Deportation Zwangsarbeit verrichten und starb 1945 in Hildesheim. |
| Hagenow Stolperstein Lange Straße 108 Meinungen, Käthe     | Hier wohnte KÄTHE MEINUNGEN geb. Tobias Jg. 1904 ’Schutzhaft’ 1938 eingewiesen Landesanstalt Neustrelitz deportiert 10.7.1942 Auschwitz ermordet | Lange Straße 108 | 25. Juli 2009 | Käthe Meinungen wurde am 19. Dezember 1904 als Käthe Tobias in Grabow geboren und war mit Hermann Meinungen verheiratet. Vom 10. bis 16. November 1938 war sie im Zuchthaus Alt-Strelitz inhaftiert. Am 22. August 1940 wurde die gemeinsame Tochter Hannacha geboren. Am 9. Juli 1942 wurde sie verhaftet und am 10. Juli 1942 mit ihrer Tochter und Mann Hermann über das Durchgangslager Ludwigslust und Hamburg in das Vernichtungslager Auschwitz deportiert, wo sie kurz nach der Ankunft ermordet wurde. Zum Zeitpunkt der Deportation war sie im fünften Monat schwanger, die Tochter Hanna noch keine zwei Jahre alt. |
| Hagenow Stolperstein Lange Straße 108 Meinungen, Hanna     | Hier wohnte HANNA MEINUNGEN Jg. 1940 deportiert 10.7.1942 Auschwitz ermordet                                                                     | Lange Straße 108 | 25. Juli 2009 | Hanna (Hannacha) Meinungen wurde am 22. August 1940 in Hagenow geboren. Am 10. Juli 1942 wurde sie mit ihrer Mutter über das Durchgangslager Ludwigslust und Hamburg in das Vernichtungslager Auschwitz deportiert. Sie war zu diesem Zeitpunkt noch keine zwei Jahre alt. Nach ihr wurde das Museum im ehemaligen Schul- und Gemeindehaus an der Alten Synagoge Hanna-Meinungen-Haus benannt. |
| Hagenow Stolperstein Parkstraße 33 Meyerheim, Kurt         | Hier wohnte KURT MEYERHEIM Jg. 1907 Flucht 1935 Schicksal unbekannt                                                                              | Parkstraße 33    | 3. Nov. 2011  | |
| Hagenow Stolperstein Parkstraße 33 Meyerheim, Thea         | Hier wohnte THEA MEYERHEIM geb. Davidsohn Jg. 1910 Flucht 1935 Argentinien überlebt                                                              | Parkstraße 33    | 3. Nov. 2011  | Thea Meyerheim wurde am 4. Dezember 1910 als Thea Davidsohn in Hagenow geboren. Sie konnte 1935 nach Argentinien emigrieren und überlebte so den Holocaust. Sie starb am 15. Oktober 2000. |
| Hagenow Stolperstein Parkstraße 33 Davidsohn, Dora         | Hier wohnte DORA DAVIDSOHN Jg. 1912 Flucht 1935 Argentinien überlebt                                                                             | Parkstraße 33    | 3. Nov. 2011  | Dora Davidsohn wurde am 4. Dezember 1912 in Hagenow geboren. 1935 gelang ihr die Flucht nach Argentinien. |
| Hagenow Stolperstein Parkstraße 33 Davidsohn, Helene       | Hier wohnte HELENE DAVIDSOHN geb. Perleberg Alter unbekannt Heimatort verlassen 1935 Berlin Flucht 1941 Argentinien überlebt                     | Parkstraße 33    | 3. Nov. 2011  | Helene Davidsohn wurde am 6. Januar 1881 als Helene Perleberg in Berlin geboren. Sie war mit Louis Davidsohn verheiratet, zog mit ihm 1935 nach Berlin und emigrierte im August 1941 nach Argentinien. |
| Hagenow Stolperstein Parkstraße 33 Davidsohn, Louis        | Hier wohnte LOUIS DAVIDSOHN Alter unbekannt Zwangsverkauf der Firma Heimatort verlassen 1935 Berlin Flucht 1941 Argentinien überlebt             | Parkstraße 33    | 3. Nov. 2011  | Louis Davidsohn wurde am 6. November 1878 in Schönlanke geboren und war Besitzer einer Käsefabrik in Hagenow. 1919 wurde er zum Stadtverordneten gewählt. Aufgrund von Repressalien gegen ihn und seine Familie, die zehn erholungssuchende jüdische Kinder aus Berlin aufgenommen hatte, verkaufte er seine Fabrik und zog 1935 nach Berlin. Im August 1941 emigrierte er mit seiner Frau nach Argentinien. |
| Hagenow Stolperstein Parkstraße 33 Davidsohn, Gerda        | Hier wohnte GERDA DAVIDSOHN geb. Frey Jg. 1909 Flucht 1935 Schicksal unbekannt                                                                   | Parkstraße 33    | 3. Nov. 2011  | |
| Hagenow Stolperstein Parkstraße 33 Davidsohn, Heinz        | Hier wohnte HEINZ DAVIDSOHN Jg. 1906 Flucht 1935 Argentinien überlebt                                                                            | Parkstraße 33    | 3. Nov. 2011  | |
| Hagenow Stolperstein Bahnhofstraße 4 Sommerfeld, Margarete | Hier wohnte MARGARETE SOMMERFELD geb. Swolinsky Jg. 1892 Heimatort verlassen 1939 Hamburg überlebt                                               | Bahnhofstraße 4  | 3. Nov. 2011  | Margarete Sommerfeld wurde am 4. April 1892 als Margarete Swolinzky in Greifenhagen geboren. Sie war seit 1922 mit Hans Sommerfeld verheiratet und hatte zwei Kinder. Mit ihrem Mann zog sie 1939 nach Hamburg und überlebte den Holocaust. |
| Hagenow Stolperstein Bahnhofstraße 4 Sommerfeld, Klaus     | Hier wohnte KLAUS SOMMERFELD Jg. 1925 Heimatort verlassen 1939 Hamburg verhaftet 1945 KZ Fuhlsbüttel befreit/überlebt                            | Bahnhofstraße 4  | 3. Nov. 2011  | Klaus Sommerfeld wurde am 27. Oktober 1925 als Sohn von Margarete und Hans Sommerfeld in Hagenow geboren. Er verließ Hagenow im Jahr 1939 nach Hamburg, kam 1945 in das KZ Fuhlsbüttel und wurde von britischen Soldaten befreit. Nach dem Krieg studierte er Medizin und übernahm später die Praxis seines Vaters in Eppendorf. |
| Hagenow Stolperstein Bahnhofstraße 4 Sommerfeld, Dieter    | Hier wohnte DIETER SOMMERFELD Jg. 1923 Heimatort verlassen 1939 Hamburg verhaftet 1945 KZ Fuhlsbüttel befreit/überlebt                           | Bahnhofstraße 4  | 3. Nov. 2011  | Hans Dieter Sommerfeld wurde am 9. August 1923 als Sohn von Margarete und Hans Sommerfeld in Hagenow geboren. Er verließ Hagenow im Jahr 1939 nach Hamburg, kam 1945 in das KZ Fuhlsbüttel und wurde von britischen Soldaten befreit. Nach dem Krieg studierte er Jura und arbeitete in einer Finanzbehörde in Hamburg. Hans Sommerfeld starb 1985 durch Suizid in Reinbek. |
| Hagenow Stolperstein Bahnhofstraße 4 Sommerfeld, Hans A.   | Hier wohnte DR. HANS A. SOMMERFELD Jg. 1894 Berufsverbot Opfer des Pogroms Heimatort verlassen 1939 Hamburg überlebt                             | Bahnhofstraße 4  | 3. Nov. 2011  | Hans Adolf Sommerfeld wurde am 24. November 1894 in Luckenwalde geboren. In Berlin studierte er Medizin und meldete sich 1914 zum Kriegsdienst, bei dem er ein Bein verlor. Danach arbeitete er als Arzt an der Charité, heiratete 1922 seine Frau Margarete und zog mit ihr nach Hagenow, wo er eine Arztpraxis übernahm. Seine 1938 selbst eröffnete Praxis musste er aufgrund von Repressalien aufgeben. Nach seinem Umzug nach Hamburg durfte er wegen des Berufsverbotes bis 1945 nicht als Arzt arbeiten. Im August 1945 eröffnete er in Hamburg wieder eine eigene Praxis und arbeitete dort als Arzt. Er starb am 24. Mai 1965 in Hamburg. |

## Verlegungstermine
- Am 25. Juli 2009 wurden vier Stolpersteine in der Langen Straße verlegt.[17]
- Am 3. November 2011 wurden elf Stolpersteine an zwei Adressen verlegt.[18]